# Putsoana Hwala
Putsoana Hwala, anche nota come Inkhosikati LaHwala (Lesotho, 15 novembre 1974), è stata la quinta Inkhosikati (regina consorte) di eSwatini, in quanto moglie di Mswati III.

## Biografia
Putsoana Hwala è nata nel 1974 in Lesotho. Nel 2000 accompagnò il marito al matrimonio di Letsie III.
Il 24 giugno 2004 lasciò il re scappando in Sudafrica, utilizzando un passaporto sudafricano per evitare di essere scoperta dalle forze di sicurezza.

## Discendenza
Putsoana Hwala e Mswati III di eSwatini ebbero un figlio e una figlia:
- Principe Bandzile (1990);[3]
- Principessa Sibahle Temashayina (8 luglio 1996).